# Ivànovka (Tula)
Ivànovka - Ивановка (rus) - és un poble a l'óblast de Tula, a Rússia, segons el cens del 2010 tenia 172 habitants.<ref[ОКАТО Plantilla:ОКАТО</ref>